# Mathurin Desmarestz
Mathurin Desmarestz, detto anche Demarais (Francia, 1653 – La Riunione, 1700), è stato un pirata francese.

## Biografia
Nato Isaac Veyret (o Vereil) nel 1653, figlio di Isaac Veyret e della moglie Esther Pennaud, Mathurin Desmaretz viene menzionato come pirata per la prima volta nel 1685 a capo di un gruppo di filibustieri. Si unì al gruppo  di Edward Davis, Francois Grogniet, Pierre le Picard e altri con l'obiettivo di intercettare la flotta tesoriera spagnola al largo di Panama. Organizzarono la loro flotta per il mese di maggio , ma il gruppo condusse anche incursioni separatamente, con la maggior parte del contingente al seguito di Grogniet.
All'inizio del 1688, Desmarestz divenne quartiermastro di Jean Charpin su una nave che questi aveva ottenuto dall'ex pirata Laurens de Graaf. Il loro gruppo si unì alle forze di Jean-Baptiste du Casse all'inizio del 1689, razziando Capo Verde per poi tornare nei Caraibi ed attaccare le colonie olandesi di Suriname e Berbice. Allo scoppio della guerra contro l'Inghilterra, assaltarono St. Christopher; mentre erano impegnati sulla terraferma, la nave venne sottratta da un gruppo di marinai ammutinati guidati da William Kidd e da Robert Culliford. I bucanieri di du Casse lasciarono il gruppo nel mese di settembre; Charpin venne rimpiazzato da Jean Fantin, che prese un brigantino e alcune truppe francesi con sé. Desmarestz acquistò il fluyt La Machine con l'aiuto di Charles de Courbon, conte di Blénac (Governatore della Martinica) e ne venne eletto capitano.
Desmarestz catturò alcune piccole navi sul finire del 1689, facendo vela verso Guadalupe all'inizio del 1690 per eseguire riparazioni e migliorie, e gli abitanti locali, poveri, furono ben contenti di commerciare con lui in cambio di cibo e rifornimenti. Tornò poi in Martinica dove si incontrò col pirata Étienne de Montauban, che salpò con lui nel mese di giugno. Blénac chiese a Desmarestz di tornare coi suoi a St. Christopher ma questi si rifiutò. In agosto catturò una fregata tesoriera spagnola da 24 cannoni proveniente da Trinidad, rinominandola Le Ballestrelle, e dando la sua vecchia nave, La Machine, a Montauban. Razziarono quindi le Indie orientali e poi Blénac tornò in Francia.
Desmarestz salpò nuovamente verso la Martinica nell'agosto del 1691 per la manutenzione delle navi e per ottenere una nuova commissione questa volta per l'Africa occidentale, nella speranza di razziare anche le coste del Mar Rosso. Dopo aver catturato dei vascelli inglesi e olandesi lungo il percorso si fermò alle Azorre per fare rifornimento. Desmarestz condusse delle incursioni al largo delle coste degli odierni Gambia e Sierra Leone,  nell'estate del 1692.
Sul finire del 1694 Desmarestz si trovava nell'Oceano Indiano, razziando le coste del Rajapur e poi salpando verso Mohéli, nelle Isole Comore. Tentò di tornare in Martinica all'inizio del 1696 ma la sua nave si scontrò con degli scogli. Tentò di mandare una nave di scorta ad Anjouan (attuale Johanna) per chiedere aiuto, ma Henry Every la catturò. Every avvisò altri capitani inglesi nell'area della condizione di Desmarestz a Mohéli, ma alla fine si risolse a raccoglierlo lui stesso a bordo della sua nave, la Fancy. Altri membri della ciurma di Desmarestz passarono in servizio alle autorità dell'impero moghul.
Infine, nel dicembre del 1696 Desmarestz raggiunse l'isola di Reunion con un vascello appena in grado di navigare e pochi uomini per la maggior parte ammalati. Gli ufficiali del governo francese locali, pur riconoscendolo come pirata, decisero comunque di dargli assistenza viste le critiche condizioni nelle quali si trovava , a patto che smettesse di dedicarsi alla pirateria. Si insediò in loco, sposò una donna locale nel 1697 e finì i suoi giorni sull'isola nel 1700.